# Vuelta Ciclista del Uruguay 1955
Del 14 al 22 de mayo de 1955, se disputó la 12ª edición de la Vuelta Ciclista del Uruguay.
Esta edición contó con nueve etapas y 1347 km de recorrido y el ganador final fue Luis Pedro Serra repitiendo la victoria del año anterior.
Por primera vez en la competencia se disputó el premio por equipos logrando la victoria el Club Atlético Olimpia.

## Etapas
| Etapa     | Fecha      | Recorrido                     | km         | Ganador de la etapa               | Líder de la clasificación general |
| 1.ª etapa | 14 de mayo | Montevideo-San José-Colonia   | 209        | Rodolfo de León (Olimpia)         | Rodolfo de León (Olimpia)         |
| 2.ª etapa | 15 de mayo | Colonia-Mercedes              | 188        | Francisco Orrego (Punta del Este) | Francisco Orrego (Punta del Este) |
| 3.ª etapa | 16 de mayo | Mercedes-Fray Bentos-Paysandú | 167        | Jorge Camaño (Olimpia)            | Miguel Pérez Curto (Marconi)      |
| 4.ª etapa | 17 de mayo | Paysandú-Trinidad             | 201        | Luis Pedro Serra (Peñarol)        | Luis Pedro Serra (Peñarol)        |
| 5.ª etapa | 18 de mayo | Trinidad-Durazno-Florida      | 132        | Dante Sudatti (Peñarol)           | Luis Pedro Serra (Peñarol)        |
| 6.ª etapa | 19 de mayo | Florida-Minas                 | 154        | Luis Pedro Serra (Peñarol)        | Luis Pedro Serra (Peñarol)        |
| 7.ª etapa | 20 de mayo | Minas-Punta del Este          | 83         | Dante Sudatti (Peñarol)           | Luis Pedro Serra (Peñarol)        |
| 8.ª etapa | 21 de mayo | Punta del Este                | 49.4 (CRI) | Javier Velásquez (General Hornos) | Luis Pedro Serra (Peñarol)        |
| 9.ª etapa | 22 de mayo | Punta del Este-Montevideo     | 164        | Francisco Bence (Policial)        | Luis Pedro Serra (Peñarol)        |

## Clasificaciones finales
| \| 1. \| Luis Pedro Serra \| Uruguay \| Peñarol Uruguay \| 40h 55' 18s \| \| 2. \| Dante Sudatti \| Uruguay \| Peñarol Uruguay \| a 18' 26" \| \| 3. \| Miguel Pérez Curto \| Uruguay \| Marconi Uruguay \| a 25' 51" \| \| 4. \| Sergio Frausín \| Uruguay \| Olimpia Uruguay \| a 27' 28" \| \| 5. \| José María Scavino \| Uruguay \| Casualidad, Florida Uruguay \| a 28' 11" \| \| 6. \| José María Ibarra \| Uruguay \| U.C. Maragata Uruguay \| a 28' 21" \| \| 7. \| Rodolfo Piotto \| Uruguay \| Olimpia Uruguay \| a 33' 12" \| \| 8. \| Jorge Camaño \| Uruguay \| Olimpia Uruguay \| a 34'53" \| \| 9. \| Dardo Rohner \| Uruguay \| River, Fray Bentos Uruguay \| a 38' 55" \| \| 10. \| Ricardo Velásquez \| Uruguay \| Lira Uruguaya Uruguay \| a 48' 13" \| |                    |         |                             |             |
| 1. | Luis Pedro Serra   | Uruguay | Peñarol Uruguay             | 40h 55' 18s |
| 2. | Dante Sudatti      | Uruguay | Peñarol Uruguay             | a 18' 26"   |
| 3. | Miguel Pérez Curto | Uruguay | Marconi Uruguay             | a 25' 51"   |
| 4. | Sergio Frausín     | Uruguay | Olimpia Uruguay             | a 27' 28"   |
| 5. | José María Scavino | Uruguay | Casualidad, Florida Uruguay | a 28' 11"   |
| 6. | José María Ibarra  | Uruguay | U.C. Maragata Uruguay       | a 28' 21"   |
| 7. | Rodolfo Piotto     | Uruguay | Olimpia Uruguay             | a 33' 12"   |
| 8. | Jorge Camaño       | Uruguay | Olimpia Uruguay             | a 34'53"    |
| 9. | Dardo Rohner       | Uruguay | River, Fray Bentos Uruguay  | a 38' 55"   |
| 10. | Ricardo Velásquez  | Uruguay | Lira Uruguaya Uruguay       | a 48' 13"   |

| \| 1. \| C.A. Olimpia \| Uruguay \| 124h 05' 09s \| \| 2. \| U.C. Maragata \| Uruguay \| a 1h 22' 11s \| \| 3. \| River (Fray Bentos) \| Uruguay \| a 1h 58' 08s \| \| 4. \| Policial \| Uruguay \| a 2h 16' 29s \| \| 5. \| Peñarol \| Uruguay \| a 4h 26' 08s \| |                     |         |              |
| 1. | C.A. Olimpia        | Uruguay | 124h 05' 09s |
| 2. | U.C. Maragata       | Uruguay | a 1h 22' 11s |
| 3. | River (Fray Bentos) | Uruguay | a 1h 58' 08s |
| 4. | Policial            | Uruguay | a 2h 16' 29s |
| 5. | Peñarol             | Uruguay | a 4h 26' 08s |